# Dimítris Christoúlas
Dimítris Christoúlas (en grec moderne : Δημήτρης Χριστούλας ; 1935 - Athènes, 4 avril 2012) est un retraité grec qui s'est suicidé publiquement en se tirant une balle dans la tête sur la place Sýntagma à Athènes, face au parlement grec, pour protester contre sa situation personnelle et la situation sociale générale provoquée par la crise économique en Grèce et sa dette extérieure considérée comme une dette odieuse et illégitime,,.

## Le suicide
Dimítris Christoúlas était un pharmacien retraité, marié et père d'une fille, Émmy Christoúla. Il a vendu sa pharmacie en 1994, et vivait de sa retraite pour laquelle il avait cotisé sans aucune aide de l’État.
Le 4 avril 2012, il se tire une balle dans la tête publiquement, place Sýntagma, devant le parlement grec.
Ses obsèques ont lieu le 7 avril suivant. Sa dépouille est par la suite transférée en Bulgarie pour être incinérée conformément à ses dernières volontés,.

## Lettre de protestation et appel à la résistance armée
Dimítris Christoúlas a laissé une lettre pour expliquer son geste désespéré :

« Le gouvernement de Tsolákoglou a détruit toute chance de survie pour moi, qui vivais avec une pension très digne que j'avais payée et pour laquelle j'ai cotisé sans aucune aide de l'État pendant 35 ans. Mon âge avancé ne me permet pas de réagir autrement, mais si un compatriote grec prend une kalachnikov, je le soutiendrais. Je ne vois pas d'autre solution que de mettre fin à ma vie de cette façon digne pour ne pas finir en fouillant dans les poubelles pour survivre. Je pense que les jeunes sans avenir prendront un jour les armes et pendront la tête en bas les traîtres à notre pays place Syntagma comme les Italiens ont fait avec Mussolini en 1945. Dimítris Christoúlas 4 avril 2012  »

Extrait du texte manuscrit en grec :

« Η κατοχική κυβέρνηση Τσολάκογλου εκμηδένισε κάθε ίχνος επιβίωσης μου. Δεν μπορώ να βρω άλλο τρόπο αντίδρασης εκτός από ένα αξιοπρεπές τέλος πριν αρχίσω να ψάχνω στα σκουπίδια για να επιβιώσω και γίνω βάρος στο παιδί μου --Δημήτρης Χριστούλας »

## Manifestations en Grèce après le suicide de Dimítris Christoúlas
Le suicide et la lettre laissée par Dimítris Christoúlas ont amené des rassemblements de protestations de plusieurs milliers de personnes à Athènes et Thessalonique,. Ces manifestations ont été largement rapportées dans les médias grecs et étrangers qui ont spéculé sur l'impact potentiel de l'événement sur les élections législatives grecques de mai 2012, où en fait il y eut une forte diminution du vote pour les deux grands partis de la coalition au pouvoir : Nouvelle Démocratie (48 % de voix en moins) et PASOK (74 % de voix en moins). Ces deux partis que Dimítris Christoúlas avait assimilés dans sa dernière lettre au gouvernement collaborationniste pro-nazi de Geórgios Tsolákoglou.
Le lieu où Dimítris Christoúlas est mort a longtemps été le théâtre d'hommages nombreux. Il a été proposé que soit érigé en cet endroit un monument commémoratif.
C'est sur le suicide de Dimítris Christoúlas que Thierry Vincent a décidé d'ouvrir son documentaire « Grèce : vers la guerre civile ? » diffusé le lundi 2 septembre 2013 sur Canal+ dans l'émission Spécial investigation.

### Source
- (es) Cet article est partiellement ou en totalité issu de l’article de Wikipédia en espagnol intitulé « Dimitris Christoulas » (voir la liste des auteurs).